# Phil Karlson
Phil Karlson, nome artístico de Phillip N. Karlstein, (Chicago, Illinois, 2 de julho de 1908 – Los Angeles, Califórnia, 12 de dezembro de 1985) foi um cineasta estadunidense.

## Carreira
Karlson entrou na indústria cinematográfica ao conseguir trabalho na Universal, no início da década de 1930, enquanto estudava Direito. A carreira acadêmica foi esquecida à medida que Karlson ia fazendo tudo que o estúdio lhe confiava: lavou pratos, carregou cenários, escreveu piadas para Buster Keaton, foi montador e, finalmente, assistente de diretor em diversos curtas-metragens de Abbott & Costello. Estreou na direção em 1944 com a comédia A Wave, a WAC and a Marine, na modesta Monogram Pictures. Ali fez 14 filmes B, entre musicais constrangedores e episódios das séries Charlie Chan e Bowery Boys.
A primeira grande oportunidade de Karlson foi com Ouro Negro (Black Gold, 1947), drama estrelado por Anthony Quinn no papel de um índio que encontra petróleo em suas terras. Agora já na Columbia, dirigiu O Manto da Morte (The Texas Rangers) em 1951, um sólido faroeste com George Montgomery, marco inicial de sua melhor fase, que se estenderia por mais dez produtivos anos. Esse período é caracterizado por thrillers violentos e sombrios, geralmente baseados em histórias reais. O melhor talvez seja Ratos Humanos (Tight Spot, 1955), com Ginger Rogers, mas também merecem menção Os Quatro Desconhecidos (Kansas City Confidential, 1952), o primeiro dos três filmes que fez e coescreveu com John Payne, Cidade do Vício (The Phenix City Story, 1955), com John McIntire e A Testemunha Chave (Key Witness, 1960), estrelado por Jeffrey Hunter.
Após Os Caminhos Secretos (The Secret Ways, 1961), cujas filmagens abandonou no fim, depois de se desentender com o astro Richard Widmark, a fonte de Karlson começou a secar. Dirigiu Elvis Presley em Talhado Para Campeão (Kid Galahad, 1962) e Dean Martin em duas aventuras do agente secreto Matt Helm, mas já não exibia o vigor antigo. Curiosamente, Fibra de Valente (Walking Tall, 1973), com Joe Don Baker foi um enorme sucesso de público, o maior de toda a sua carreira, o que fez dele um homem rico, já que tinha participação na bilheteria.
Dirigiu o primeiro filme de Marilyn Monroe, Mentira Salvadora (Ladies of the Chorus, 1948). Trabalhou muito na televisão, especialmente na década de 1950. Também estudou artes plásticas.
Faleceu vitimado por um câncer.

## Filmografia
Todos os títulos em português referem-se a exibições no Brasil.
- 1944 A Wave, A WAC and a Marine
- 1945 There Goes Kelly
- 1945 G. I. Honeymoon
- 1945 A Cobra de Xangai (The Shanghai Cobra); série Charlie Chan
- 1946 Live Wires
- 1946 Swing Parade of 1946
- 1946 As Luvas Justiceiras (Dark Alibi); série Charlie Chan
- 1946 (The Missing Lady)
- 1946 A Máscara do Sombra (Behind the Mask)
- 1946 Bowery Bombshell
- 1946 Procura-se Uma Esposa (Wife Wanted)
- 1947 Heróis em Apuros (Kilroy Was Here)
- 1947 Ouro Negro (Black Gold)
- 1947 Louisiana (Louisiana)
- 1948 O Fiel Rocky (Rocky)
- 1948 Adventures in Silverado
- 1948 A Centelha (Thunderhoof)
- 1948 Mentira Salvadora (Ladies of the Chorus)
- 1949 Down Memory Lane; compilação de quatro comédias mudas dos estúdios de Mack Sennett
- 1949 A Pantera (The Big Cat)
- 1950 Pista Cruenta (The Iroquois Trail)
- 1951 O Castelo Invencível (Lorna Doone)
- 1951 O Manto da Morte (The Texas Rangers)
- 1951 A Máscara do Vingador (Mask of the Avenger)
- 1951 Escândalo (Scandal Sheet)
- 1952 O Rei e o Aventureiro (The Brigand)
- 1952 Os Quatro Desconhecidos (Kansas City Confidential)
- 1953 A Morte Ronda no Cais (99 River Street)
- 1954 Traição Heroica (They Rode West)
- 1955 A Ilha do Inferno (Hell's Island)
- 1955 Ratos Humanos (Tight Spot)
- 1955 No Mau Caminho (Five Against the House)
- 1955 Cidade do Vício (The Phenix City Story)
- 1957 Os Irmãos Rico (The Brothers Rico)
- 1958 Sangue de Pistoleiro (Gunman's Walk)
- 1959 A Quadrilha de Scarface (The Scarface Mob); episódio especial da série de TV "Os Intocáveis", com 102min.
- 1960 A Testemunha Chave (Key Witness)
- 1960 Do Inferno Para a Eternidade (Hell to Eternity)
- 1961 Os Caminhos Secretos (The Secret Ways)
- 1961 Preceito de Honra (The Young Doctors)
- 1962 Talhado Para Campeão (Kid Galahad)
- 1963 Maldita Aventura (Rampage)
- 1966 Agente Secreto Matt Helm (The Silencers)
- 1967 A Grande Cilada (A Time for Killing); codirigido por Roger Corman, que não recebeu crédito
- 1968 Arma Secreta Contra Matt Helm (The Wrecking Crew)
- 1970 Ninho de Vespas (Hornet's Nest)
- 1972 Ben (Ben)
- 1973 Fibra de Valente (Walking Tall)
- 1975 Madrugada da Vingança (Framed)